# Torneo Roberto Gomes Pedrosa 1969
Il Torneo Roberto Gomes Pedrosa 1969 è stata la 3ª edizione del torneo.

## Formula
Primo turno: due gruppi di 8 e 9 squadre: le prime due classificate si qualificano al turno successivo.
Fase finale: le quattro squadre qualificate si affrontano in un girone all'italiana.

## Partecipanti
| Squadra          | Città          | Stato             |
| ---------------- | -------------- | ----------------- |
| America-RJ       | Rio de Janeiro | Guanabara         |
| Atlético Mineiro | Belo Horizonte | Minas Gerais      |
| Bahia            | Salvador       | Bahia             |
| Botafogo         | Rio de Janeiro | Guanabara         |
| Corinthians      | San Paolo      | San Paolo         |
| Coritiba         | Curitiba       | Paraná            |
| Cruzeiro         | Belo Horizonte | Minas Gerais      |
| Flamengo         | Rio de Janeiro | Guanabara         |
| Fluminense       | Rio de Janeiro | Guanabara         |
| Grêmio           | Porto Alegre   | Rio Grande do Sul |
| Internacional    | Porto Alegre   | Rio Grande do Sul |
| Palmeiras        | San Paolo      | San Paolo         |
| Portuguesa       | San Paolo      | San Paolo         |
| San Paolo        | San Paolo      | San Paolo         |
| Santa Cruz       | Recife         | Pernambuco        |
| Santos           | Santos         | San Paolo         |
| Vasco da Gama    | Rio de Janeiro | Guanabara         |

## Primo turno

### Classifiche

#### Gruppo A
| Pos. | Squadra       | Pt | G  | V  | N | P | GF | GS | DR  |
| ---- | ------------- | -- | -- | -- | - | - | -- | -- | --- |
| 1    | Corinthians   | 24 | 16 | 10 | 4 | 2 | 29 | 13 | +16 |
| 2    | Cruzeiro      | 22 | 16 | 9  | 4 | 3 | 25 | 14 | +11 |
| 3    | Internacional | 20 | 16 | 8  | 4 | 4 | 24 | 15 | +9  |
| 4    | America-RJ    | 16 | 16 | 4  | 8 | 4 | 25 | 20 | +5  |
| 5    | Santos        | 15 | 16 | 5  | 5 | 6 | 27 | 24 | +3  |
| 6    | Santa Cruz    | 14 | 16 | 4  | 6 | 6 | 17 | 27 | -10 |
| 7    | Portuguesa    | 14 | 16 | 3  | 8 | 5 | 19 | 27 | -8  |
| 8    | Flamengo      | 12 | 16 | 3  | 6 | 7 | 17 | 30 | -13 |

#### Gruppo B
| Pos. | Squadra          | Pt | G  | V | N | P  | GF | GS | DR  |
| ---- | ---------------- | -- | -- | - | - | -- | -- | -- | --- |
| 1    | Palmeiras        | 19 | 16 | 9 | 1 | 6  | 24 | 19 | +5  |
| 2    | Botafogo         | 18 | 16 | 8 | 2 | 6  | 19 | 18 | +1  |
| 3    | Atlético Mineiro | 17 | 16 | 8 | 1 | 7  | 31 | 23 | +8  |
| 4    | Fluminense       | 15 | 16 | 5 | 5 | 6  | 20 | 21 | -1  |
| 5    | Grêmio           | 15 | 16 | 5 | 5 | 6  | 17 | 19 | -2  |
| 6    | Bahia            | 15 | 16 | 5 | 5 | 6  | 19 | 25 | -6  |
| 7    | Coritiba         | 14 | 16 | 5 | 4 | 7  | 19 | 22 | -3  |
| 8    | San Paolo        | 14 | 16 | 5 | 4 | 7  | 22 | 27 | -5  |
| 9    | Vasco da Gama    | 8  | 16 | 2 | 4 | 10 | 13 | 23 | -10 |

## Fase finale

### Risultati
| Casa/Trasferta | BOT | COR | CRU | PAL |
| -------------- | --- | --- | --- | --- |
| Botafogo       |     |     | 2-2 |     |
| Corinthians    | 1-0 |     |     | 0-0 |
| Cruzeiro       |     | 2-1 |     | 1-1 |
| Palmeiras      | 3-1 |     |     |     |

### Classifica
| Pos. | Squadra     | Pt | G | V | N | P | GF | GS | DR |
| ---- | ----------- | -- | - | - | - | - | -- | -- | -- |
| 1    | Palmeiras   | 4  | 3 | 1 | 2 | 0 | 4  | 2  | +2 |
| 2    | Cruzeiro    | 4  | 3 | 1 | 2 | 0 | 5  | 4  | +1 |
| 3    | Corinthians | 3  | 3 | 1 | 1 | 1 | 2  | 2  | 0  |
| 4    | Botafogo    | 1  | 3 | 0 | 1 | 2 | 3  | 6  | -3 |

## Verdetti
- Palmeiras vincitore del Torneo Roberto Gomes Pedrosa 1969.
- Palmeiras e Cruzeiro qualificati alla Coppa Libertadores 1970.